# Got Milk?

Got milk campanha

Got Milk? (em português "Tem leite?") é uma campanha publicitária norte-americana que encoraja a compra de leite de vaca.
Criada pela agência de publicidade Goodby Silverstein & Partners para a California Milk Processor Board em 1993 e depois licenciada para uso por empresas processadoras de leite. A campanha ficou conhecida por aumentar consideravelmente as vendas de leite nos Estados Unidos da América.

## História
As propagandas da campanha mostram pessoas em diversas situações envolvendo a alimentação de refeições secas. As pessoas se encontravam em uma situação desconfortável na qual estavam, com a boca cheia de comida seca e nem um leite para acompanhar a mastigação. No fim do comercial o personagem iria olhar triste para a câmera e era mostrado as palavras, "Got Milk?".

## Participações de famosos
| - Alex Rodriguez - Alexa Vega - Ali Vincent - Amy Lee - Angie Harmon - Ashley Tisdale - Apolo Anton Ohno - Archie Manning - Ben Roethlisberger - Bebe Neuwirth - Beyoncé Knowles - Bob Burnquist - Brandon Routh - Brett Favre - Britney Spears - Bridgit Mendler - Brooke Shields - Carolina Herrera - Chris Evans - Christian Bale - Christie Brinkley - Cole Sprouse - Corbin Bleu - Danica Patrick - Danny Cahill - Dara Torres - David Beckham - Daryl Sabara - Demi Lovato - Dylan Sprouse | - Eli Manning - Elisabeth Hasselbeck - Elizabeth Hurley - Ellie Krieger - Eric Bana - Freddie Prinze Jr. - Freddy Adu - Gisele Bündchen - Glenn Close - Hayden Panettiere - Helen Phillips - Hilary Duff - Ingrid Hoffman - Ioan Gruffudd - Jackie Chan - Jake Delhomme - Jason Kidd - Jennifer Hudson - Jessica Alba - Joey Fatone - Joy Behar - Kathy Smith - Kelly Clarkson - Kelly Preston - Kevin Garnett | - Kim Cattrall - Kimora Lee Simmons - Laila Ali - LeBron James - Lucas Grabeel - Marg Helgenberger - Marion Jones - Mariska Hargitay - Martha Stewart - Masi Oka - Meredith Vieira - Mia Hamm - Michael Chiklis - Michelle Aguilar - Monique Coleman - Muhammad Ali - Marvin Harrison - Mat Hoffman - Naomi Campbell - Nelly - Olsen Twins - Patricia Heaton - Peyton Manning | - Rebecca Romijn - Richard Hatch - Ryan Adams - Shawn Johnson - Sara Ramirez - Serena Williams - Solange Knowles - Star Jones Reynolds - Sheryl Crow - Sprouse Bros - Steve Burns - Stockard Channing - Suze Orman - Taylor Swift - Tedy Bruschi - Tina Knowles - Tom Brady - Tony Hawk - Tracy McGrady - Trisha Yearwood - Ty Law - Tyler Florence - Tyra Banks - Vanessa Hudgens - Victoria Justice - Vince Carter - Zac Efron |

### Personagens ficticios
- Cookie Monster de Sesame Street[19]
- SpongeBob SquarePants da série homónima.